# نانسی کونارد
 نانسی کونارد (انگلیسی: Nancy Cunard؛ ۱۰ مارس ۱۸۹۶ – ۱۷ مارس ۱۹۶۵) یک نویسنده، و شاعر اهل بریتانیا بود.